# Kepa del Hoyo
Kepa del Hoyo (Almendralejo, 1970 - Badajoz, 31 de julio de 2017) fue un terrorista español miembro de Euskadi Ta Askatasuna (ETA).

## Biografía
Llamado Pedro del Hoyo Hernández, Kepa nació en 1970 en la localidad extremeña de Almendralejo. La familia se trasladó a vivir al País Vasco por motivos laborales, concretamente al pueblo de Galdácano, localidad en la Kepa creció. Más tarde, se casó con Ana Maite Sánchez y tuvo un hijo llamado Peru.

## Comando Vizcaya
Kepa del Hoyo colaboró con el llamado comando Bizkaia. Su información fue determinante para que se instalaran tres kilos de explosivos en los bajos del asiento del conductor de un Land Rover rojo, propiedad de Modesto Rico, agente de la Policía Judicial de 33 años. El atentado mortal tuvo lugar el 17 de febrero de 1997, a la altura del número 22 de la calle Menénez Pelayo de Bilbao, a pocos metros del Colegio Berriotxoa. Modesto Rico, natural de Baracaldo , era conocido de Kepa, que pasó la información necesaria para que la banda forzara la cerradura de su coche. Según reconoció el propio terrorista durante el juicio, lo eligió como objetivo después de discrepar con él en el bar de su hermana.

## Detención
Fue detenido en Bilbao el 2 de febrero de 1998, junto con diez miembros de la organización, por integrar y facilitar información al comando Vizcaya de ETA, responsable del asesinato de tres policías y un guardia civil, así como por la elaboración de informes sobre dirigentes políticos como Carlos Iturgaiz, Xabier Arzalluz y Leopoldo Barreda. También, recabaron informes sobre los policías Modesto Rico, asesinado en Bilbao en febrero de 1997, y de Daniel Villar, muerto en Basauri en septiembre de 1997. También se lo juzgó por un delito de homicidio en grado de tentativa por la preparación, en nombre de ETA, de un atentado mediante la colocación de explosivos bajo el vehículo de otro policía. La Audiencia Nacional lo condenó a una pena acumulada de 30 años de prisión.

## Muerte
Murió el 31 de julio de 2017 de infarto agudo de miocardio cuando realizaba deporte con otros internos de su módulo de la prisión de Badajoz. Del Hoyo recibió la atención de los servicios médicos penitenciarios y, posteriormente, de los facultativos del servicio de emergencia del 112 desplazados hasta el penal, sin que pudieran reanimarlo de la parada cardiorespiratoria.

## Homenaje e incineración
El 2 de agosto de 2017, antes de su incineración, el terrorista fue homenajeado en un acto en el que intervinieron Arkaitz Rodríguez, portavoz de la formación política Sortu; Roberto, compañero de militancia ecologista; el profesor y escritor Mikel Etxaburu, que leyó un poema mientras la cantante y acordeonista Ines Osinaga interpretaba los acordes de la trikitixa. A continuación, Osinaga cantó «Lepoan hartu tu segi aurrera» mientras el público asistente depositaba claveles rojos ante la fotografía del difunto. Poco después, en el tanatorio de Galdácano, una delegación política formada por representantes de Sortu y EH Bildu, mostró su pésame a la familia.